# Serge Ecker

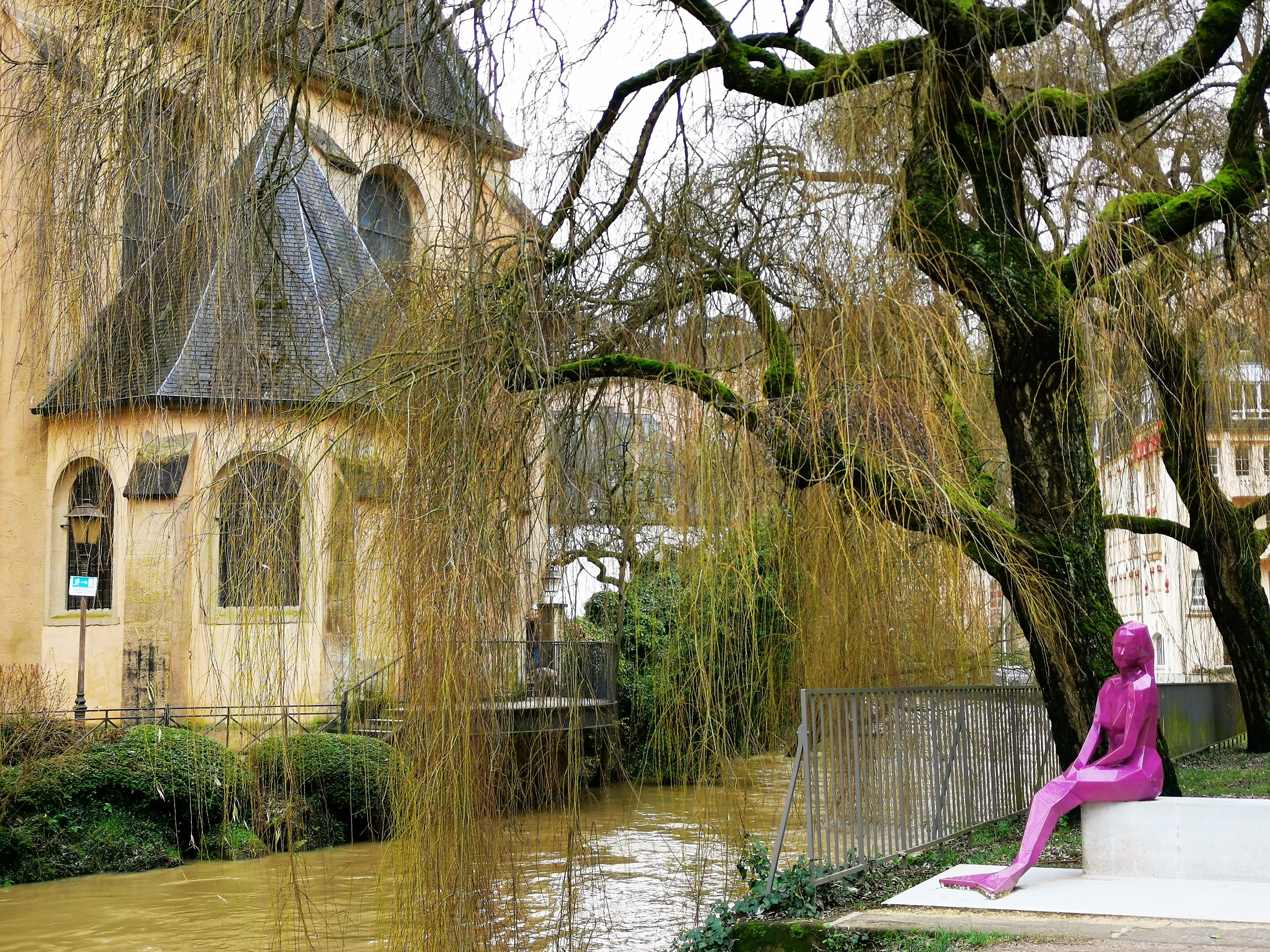
Melusine, langs de Alzette bij de Sint-Janskerk in Grund.

Serge Ecker, (Esch-sur-Alzette, 1982) is een Luxemburgs beeldhouwer en fotograaf. Ecker woont afwisselend in Luxemburg en Duitsland (Berlijn).

## Leven en werk
Serge Ecker volgde een opleiding in grafisch ontwerp aan het Lycée Technique des Arts et Métiers in Luxemburg-Stad (1997-2001) en het Lycée de garçons d'Esch-sur-Alzette (2001-2002). Hij studeerde vervolgens aan de École Supérieure de Réalisation Audiovisuelle in Nice (2002-2005) en bekwaamde zich in digitale beeldvorming en speciale effecten. Na zijn studie werkte hij enige tijd voor een animatiestudio en een architectenbureau. In 2008 zette hij zijn eigen bureau Grid Design op, waarvan hij creatief directeur werd, en sinds 2010 werkt hij als onafhankelijk kunstenaar. 
Ecker maakt in zijn werk gebruik van moderne technologieën, hij gebruikt onder andere modelleringssoftware, geolocatiebeelden en 3D-printers om fragmenten van de wereld om hem heen te reconstrueren tot een nieuwe ruimte of hyperrealiteit. Een voorbeeld daarvan is zijn project Soft Borders (2015) waarbij hij landsgrenzen omzet in monochrome, gebreide wanddoeken.
In 2013 werd ter gelegenheid van het 1050-jarig jubileum van Luxemburg-Stad een wedstrijd uitgeschreven voor een beeldhouwwerk van de legendarische zeemeermin Melusine. Graaf Siegfried, bouwer van de stad, werd op haar verliefd. Ecker won met zijn paars ontwerp, gemaakt met een 3D-printer, dat op 14 oktober 2015 werd onthuld op het terrein tegenover de abdij van Neimünster. Hij koos bewust voor een opzet waarbij het niet alleen een werk werd om naar te kijken, maar waar mensen naast konden zitten en foto's maken, zodat er een 'levend kunstwerk' zou ontstaan.
In 2016 stelde Ecker als curator samen met Claude Ballini, Daniel Grünkranz en Panjota Panotopoulou het Luxemburgs paviljoen samen voor de Architectuurbiënnale in Venetië. Onder de titel Tracing Transitions werd het huisvestingsprobleem in het groothertogdom belicht, waarbij in een ruimtelijke installatie ook thema's als de toekomstige visies op sociale duurzaamheid en de verbetering van leefomstandigheden aan de orde kwamen.
De kunstenaar neemt geregeld deel aan exposities, onder meer aan de salons van de Cercle Artistique de Luxembourg, met Catherine Lorent en Claudia Passeri in de tentoonstelling She is the future, een hommage aan Elsa von Freytag-Loringhoven, in het MUDAM (2018) en naast Jhemp Bastin, Gérard Claude, Manolis Manarakis, Pit Molling, Armand Strainchamps, Ann Vinck en Ellen van der Woude aan de Prix de la sculpture Schlassgoart 2022.

## Onderscheidingen
- 2013, 2015, 2023 Fotografiebeurs van het Centre National de l'Audiovisuel
- 2016 stART-up, beurs van de Œuvre Nationale de Secours Grande-Duchesse Charlotte
- 2017 bronzen medaille Jeux de la Francophonie, Abidjan (Ivoorkust)
- 2024 Bert Theis stipendium